# Wasbishergeschah
Wasbishergeschah ist ein Verein für historische Bildungsarbeit in Wien, der 2021 von den Historikern Oliver Kühschelm und Florian Wenninger gegründet wurde. Träger des Vereins sind die Universität Wien, das Institut für Historische Sozialforschung (IHSF) in Wien, das Institut für die Geschichte des ländlichen Raumes (IGLR) in St. Pölten und die Arbeiterkammer Wien.
Neben einem Blog betreibt Wasbishergeschah mehrere Social-Media-Kanäle. Themenschwerpunkte sind „Arbeit“, „Protest“, „Alltag“, „Politik“ und „Umwelt“ aus historischer Perspektive.

## Tätigkeit
Als Third Mission-Projekt setzt sich Wasbishergeschah zum Ziel, die Ergebnisse der historisch-kulturwissenschaftlichen Forschung einem breiteren Publikum zugänglich zu machen. Da wissenschaftliche Fachpublikationen meist erhebliches Vorwissen voraussetzen, versucht das Projekt, einzelne Aspekte aus Forschungsergebnissen herauszugreifen, die Anknüpfungspunkte in der Gegenwart und im Alltag der Menschen bieten. Zielgruppe ist insbesondere ein junges, nicht notwendig akademisches Publikum. Das Projekt kooperiert mit Wissenschaftlern und universitären Fachzeitschriften. Wasbishergeschah legt den thematischen Schwerpunkt auf die österreichische Geschichte, setzt diese aber in einen europäischen Kontext und greift darüber hinaus auch globale Zusammenhänge auf.
Wasbishergeschah zählt mit zum Teil über einer Million Aufrufe zu den reichweitenstärksten Public-History-Projekten in Österreich.